# Chicago Place
Chicago Place je postmoderní mrakodrap v Chicagu stojící v ulici Michigan Avenue. Má 49 podlaží a s výšku 185,3 metrů. Byl dokončen v roce 1991 podle společného projektu společností Solomon, Cordwell, Buenz a Skidmore, Owings & Merrill. V budově se nachází 204 bytů a devítipatrové obchodní centrum.